# Gran Premio d'Italia 1991
Il Gran Premio d'Italia 1991 è stato un Gran Premio di Formula 1 disputato l'8 settembre 1991 all'Autodromo nazionale di Monza. La gara è stata vinta da Nigel Mansell su Williams.

## Prima della gara
- Dopo aver impressionato alla guida di una Jordan nel Gran Premio del Belgio, Michael Schumacher viene ingaggiato dalla Benetton-Ford dove sostituisce Roberto Moreno. Il brasiliano nei giorni precedenti la gara, apre una vertenza legale con il team ottenendo il sequestro della vettura. A seguito di un accordo tra le parti, la situazione si sblocca e il brasiliano passa a sua volta alla Jordan con un accordo per due gare.
- Johnny Herbert, di nuovo impegnato nel Campionato di Formula 3000 giapponese, è sostituito da Michael Bartels, come già accaduto in Germania e in Ungheria.

## Prequalifiche
Passano alle qualifiche le due Brabham, la Fondmetal di Grouillard (prequalificata per il terzo Gran Premio consecutivo) e la Footwork di Alboreto, mentre per la terza volta consecutiva entrambe le AGS non superano lo scoglio delle prequalifiche.

### Classifica
| Pos | No | Pilota             | Costruttore      | Tempo    | Distacco |
| --- | -- | ------------------ | ---------------- | -------- | -------- |
| 1   | 8  | Mark Blundell      | Brabham - Yamaha | 1:24.271 |          |
| 2   | 7  | Martin Brundle     | Brabham - Yamaha | 1:25.117 | +0.846   |
| 3   | 14 | Olivier Grouillard | Fondmetal - Ford | 1:25.556 | +1.285   |
| 4   | 9  | Michele Alboreto   | Footwork - Ford  | 1:25.771 | +1.500   |
| NPQ | 18 | Fabrizio Barbazza  | AGS - Ford       | 1:27.392 | +3.121   |
| NPQ | 17 | Gabriele Tarquini  | AGS - Ford       | 1:27.401 | +3.130   |
| NPQ | 10 | Alex Caffi         | Footwork - Ford  | 1:27.608 | +3.337   |
| NPQ | 31 | Pedro Chaves       | Coloni - Ford    | -        | -        |

## Qualifiche
Senna conquista la pole position, precedendo il rivale per il titolo Mansell, Berger, Patrese, Prost, Alesi, Schumacher, Piquet, Moreno e Martini.

### Classifica
| Pos                     | No | Pilota             | Costruttore               | Tempo    | Distacco |
| ----------------------- | -- | ------------------ | ------------------------- | -------- | -------- |
| 1                       | 1  | Ayrton Senna       | McLaren - Honda           | 1:21.114 |          |
| 2                       | 5  | Nigel Mansell      | Williams - Renault        | 1:21.247 | +0.133   |
| 3                       | 2  | Gerhard Berger     | McLaren - Honda           | 1:21.346 | +0.232   |
| 4                       | 6  | Riccardo Patrese   | Williams - Renault        | 1:21.372 | +0.258   |
| 5                       | 27 | Alain Prost        | Ferrari                   | 1:21.825 | +0.711   |
| 6                       | 28 | Jean Alesi         | Ferrari                   | 1:21.890 | +0.776   |
| 7                       | 19 | Michael Schumacher | Benetton - Ford           | 1:22.471 | +1.357   |
| 8                       | 20 | Nelson Piquet      | Benetton - Ford           | 1:22.726 | +1.612   |
| 9                       | 32 | Roberto Moreno     | Jordan - Ford             | 1:23.102 | +1.988   |
| 10                      | 23 | Pierluigi Martini  | Minardi - Ferrari         | 1:23.294 | +2.180   |
| 11                      | 7  | Mark Blundell      | Brabham - Yamaha          | 1:23.400 | +2.286   |
| 12                      | 16 | Ivan Capelli       | Leyton House - Ilmor      | 1:23.674 | +2.560   |
| 13                      | 4  | Stefano Modena     | Tyrrell - Honda           | 1:23.701 | +2.587   |
| 14                      | 33 | Andrea De Cesaris  | Jordan - Ford             | 1:23.921 | +2.807   |
| 15                      | 3  | Satoru Nakajima    | Tyrrell - Honda           | 1:24.265 | +3.151   |
| 16                      | 21 | Emanuele Pirro     | Scuderia Italia - Judd    | 1:24.265 | +3.151   |
| 17                      | 24 | Gianni Morbidelli  | Minardi - Ferrari         | 1:24.287 | +3.173   |
| 18                      | 15 | Maurício Gugelmin  | Leyton House - Ilmor      | 1:24.391 | +3.277   |
| 19                      | 8  | Martin Brundle     | Brabham - Yamaha          | 1:24.543 | +3.429   |
| 20                      | 22 | Jyrki Järvilehto   | Scuderia Italia - Judd    | 1:24.725 | +3.611   |
| 21                      | 25 | Thierry Boutsen    | Ligier - Lamborghini      | 1:25.117 | +4.003   |
| 22                      | 26 | Érik Comas         | Ligier - Lamborghini      | 1:25.420 | +4.306   |
| 23                      | 34 | Nicola Larini      | Modena Team - Lamborghini | 1:25.717 | +4.603   |
| 24                      | 29 | Éric Bernard       | Larrousse - Ford          | 1:25.871 | +4.757   |
| 25                      | 11 | Mika Häkkinen      | Lotus - Judd              | 1:25.941 | +4.827   |
| 26                      | 14 | Olivier Grouillard | Fondmetal - Ford          | 1:26.416 | +5.302   |
| Vetture non qualificate |    |                    |                           |          |          |
| NQ                      | 9  | Michele Alboreto   | Footwork - Ford           | 1:26.563 | +5.449   |
| NQ                      | 12 | Michael Bartels    | Lotus - Judd              | 1:26.829 | +5.715   |
| NQ                      | 35 | Eric van de Poele  | Modena Team - Lamborghini | 1:27.110 | +5.996   |
| NQ                      | 30 | Aguri Suzuki       | Larrousse - Ford          | 1:27.258 | +6.144   |

## Gara

Il giovane tedesco Michael Schumacher, all'esordio su Benetton, ottiene i suoi primi punti in Formula 1 grazie al quinto posto finale.

Alla partenza Senna scatta bene, mantenendo la testa della corsa davanti a Mansell, Berger, Patrese ed Alesi. Moreno si ritira già dopo due giri in seguito ad un'uscita di pista.
In testa alla corsa Patrese comincia a rimontare, sopravanzando Berger e Mansell e portandosi alle spalle di Senna, che supera al 26º giro alla curva Ascari, conquistando la testa della corsa. Tuttavia l'italiano è costretto al ritiro dopo solo un passaggio, tradito dal cambio della sua Williams. Nel frattempo Mansell si avvicina a Senna, cominciando a pressarlo; lo sorpassa al 34º passaggio, prendendo il comando della corsa. Senna entra allora ai box per un cambio gomme; torna in pista in quinta posizione, superando poi in sequenza Schumacher, Berger e Prost e riportandosi al secondo posto. Non può però insidiare Mansell, che conquista la vittoria davanti a Senna, Prost, Berger, Schumacher e Piquet.

### Classifica
| Pos      | No | Pilota             | Costruttore               | Giri | Tempo/Ritiro                 | Partenza | Punti |
| -------- | -- | ------------------ | ------------------------- | ---- | ---------------------------- | -------- | ----- |
| 1        | 5  | Nigel Mansell      | Williams - Renault        | 53   | 1:17:54.319                  | 2        | 10    |
| 2        | 1  | Ayrton Senna       | McLaren - Honda           | 53   | + 16.262                     | 1        | 6     |
| 3        | 27 | Alain Prost        | Ferrari                   | 53   | + 16.829                     | 5        | 4     |
| 4        | 2  | Gerhard Berger     | McLaren - Honda           | 53   | + 27.719                     | 3        | 3     |
| 5        | 19 | Michael Schumacher | Benetton - Ford           | 53   | + 34.463                     | 7        | 2     |
| 6        | 20 | Nelson Piquet      | Benetton - Ford           | 53   | + 45.600                     | 8        | 1     |
| 7        | 33 | Andrea De Cesaris  | Jordan - Ford             | 53   | + 51.136                     | 14       |       |
| 8        | 16 | Ivan Capelli       | Leyton House - Ilmor      | 53   | + 1:15.019                   | 12       |       |
| 9        | 24 | Gianni Morbidelli  | Minardi - Ferrari         | 52   | + 1 giro                     | 17       |       |
| 10       | 21 | Emanuele Pirro     | Scuderia Italia - Judd    | 52   | + 1 giro                     | 16       |       |
| 11       | 26 | Érik Comas         | Ligier - Lamborghini      | 52   | + 1 giro                     | 22       |       |
| 12       | 8  | Mark Blundell      | Brabham - Yamaha          | 52   | + 1 giro                     | 11       |       |
| 13       | 7  | Martin Brundle     | Brabham - Yamaha          | 52   | + 1 giro                     | 19       |       |
| 14       | 11 | Mika Häkkinen      | Lotus - Judd              | 49   | + 4 giri                     | 25       |       |
| 15       | 15 | Maurício Gugelmin  | Leyton House - Ilmor      | 49   | + 4 giri                     | 18       |       |
| 16       | 34 | Nicola Larini      | Modena Team - Lamborghini | 48   | + 5 giri                     | 23       |       |
| Ritirato | 14 | Olivier Grouillard | Fondmetal - Ford          | 46   | Problemi al motore           | 26       |       |
| Ritirato | 22 | Jyrki Järvilehto   | Scuderia Italia - Judd    | 35   | Problemi di surriscaldamento | 20       |       |
| Ritirato | 4  | Stefano Modena     | Tyrrell - Honda           | 32   | Problemi al motore           | 13       |       |
| Ritirato | 28 | Jean Alesi         | Ferrari                   | 29   | Problemi al motore           | 6        |       |
| Ritirato | 6  | Riccardo Patrese   | Williams - Renault        | 27   | Problemi al cambio           | 4        |       |
| Ritirato | 3  | Satoru Nakajima    | Tyrrell - Honda           | 24   | Problemi all'acceleratore    | 15       |       |
| Ritirato | 29 | Éric Bernard       | Larrousse - Ford          | 21   | Problemi al motore           | 24       |       |
| Ritirato | 23 | Pierluigi Martini  | Minardi - Ferrari         | 8    | Testacoda                    | 10       |       |
| Ritirato | 32 | Roberto Moreno     | Jordan - Ford             | 2    | Testacoda                    | 9        |       |
| Ritirato | 25 | Thierry Boutsen    | Ligier - Lamborghini      | 1    | Testacoda                    | 21       |       |
| NQ       | 9  | Michele Alboreto   | Footwork - Ford           |      |                              |          |       |
| NQ       | 12 | Michael Bartels    | Lotus - Judd              |      |                              |          |       |
| NQ       | 35 | Eric van de Poele  | Modena Team - Lamborghini |      |                              |          |       |
| NQ       | 30 | Aguri Suzuki       | Larrousse - Ford          |      |                              |          |       |
| NPQ      | 18 | Fabrizio Barbazza  | AGS - Ford                |      |                              |          |       |
| NPQ      | 17 | Gabriele Tarquini  | AGS - Ford                |      |                              |          |       |
| NPQ      | 10 | Alex Caffi         | Footwork - Ford           |      |                              |          |       |
| NPQ      | 31 | Pedro Chaves       | Coloni - Ford             |      |                              |          |       |

## Classifiche

### Piloti
| Pos. | Pilota             | Punti |
| ---- | ------------------ | ----- |
| 1    | Ayrton Senna       | 77    |
| 2    | Nigel Mansell      | 59    |
| 3    | Riccardo Patrese   | 34    |
| 4    | Gerhard Berger     | 31    |
| 5    | Alain Prost        | 25    |
| 6    | Nelson Piquet      | 23    |
| 7    | Jean Alesi         | 14    |
| 8    | Stefano Modena     | 9     |
| 9    | Andrea De Cesaris  | 9     |
| 10   | Roberto Moreno     | 8     |
| 11   | Jyrki Järvilehto   | 4     |
| 12   | Bertrand Gachot    | 4     |
| 13   | Pierluigi Martini  | 3     |
| 14   | Satoru Nakajima    | 2     |
| 15   | Mika Häkkinen      | 2     |
| 16   | Michael Schumacher | 2     |
| 17   | Aguri Suzuki       | 1     |
| 18   | Julian Bailey      | 1     |
| 19   | Emanuele Pirro     | 1     |
| 20   | Éric Bernard       | 1     |
| 21   | Ivan Capelli       | 1     |
| 22   | Mark Blundell      | 1     |

### Costruttori
| Pos. | Team                   | Punti |
| ---- | ---------------------- | ----- |
| 1    | McLaren - Honda        | 108   |
| 2    | Williams - Renault     | 93    |
| 3    | Ferrari                | 39    |
| 4    | Benetton - Ford        | 33    |
| 5    | Jordan - Ford          | 13    |
| 6    | Tyrrell - Honda        | 11    |
| 7    | Scuderia Italia - Judd | 5     |
| 8    | Minardi - Ferrari      | 3     |
| 9    | Lotus - Judd           | 3     |
| 10   | Larrousse - Ford       | 2     |
| 11   | Leyton House - Ilmor   | 1     |
| 12   | Brabham - Yamaha       | 1     |

## Statistiche
- Primi punti: Michael Schumacher
- 200º Gran Premio: Nelson Piquet

## Fonti
- Alan Henry, AUTOCOURSE 1991-92, Hazleton Publishing, 1991,  pp.206–207, ISBN 0-905138-87-2.
- The Official Formula 1 website, su formula1.com. URL consultato il 17 maggio 2009.
- GpUpdate.com [collegamento interrotto], su f1.gpupdate.net. URL consultato il 17 maggio 2009.